# 巴爾姆湖
47°30′0″N 11°14′50″E / 47.50000°N 11.24722°E

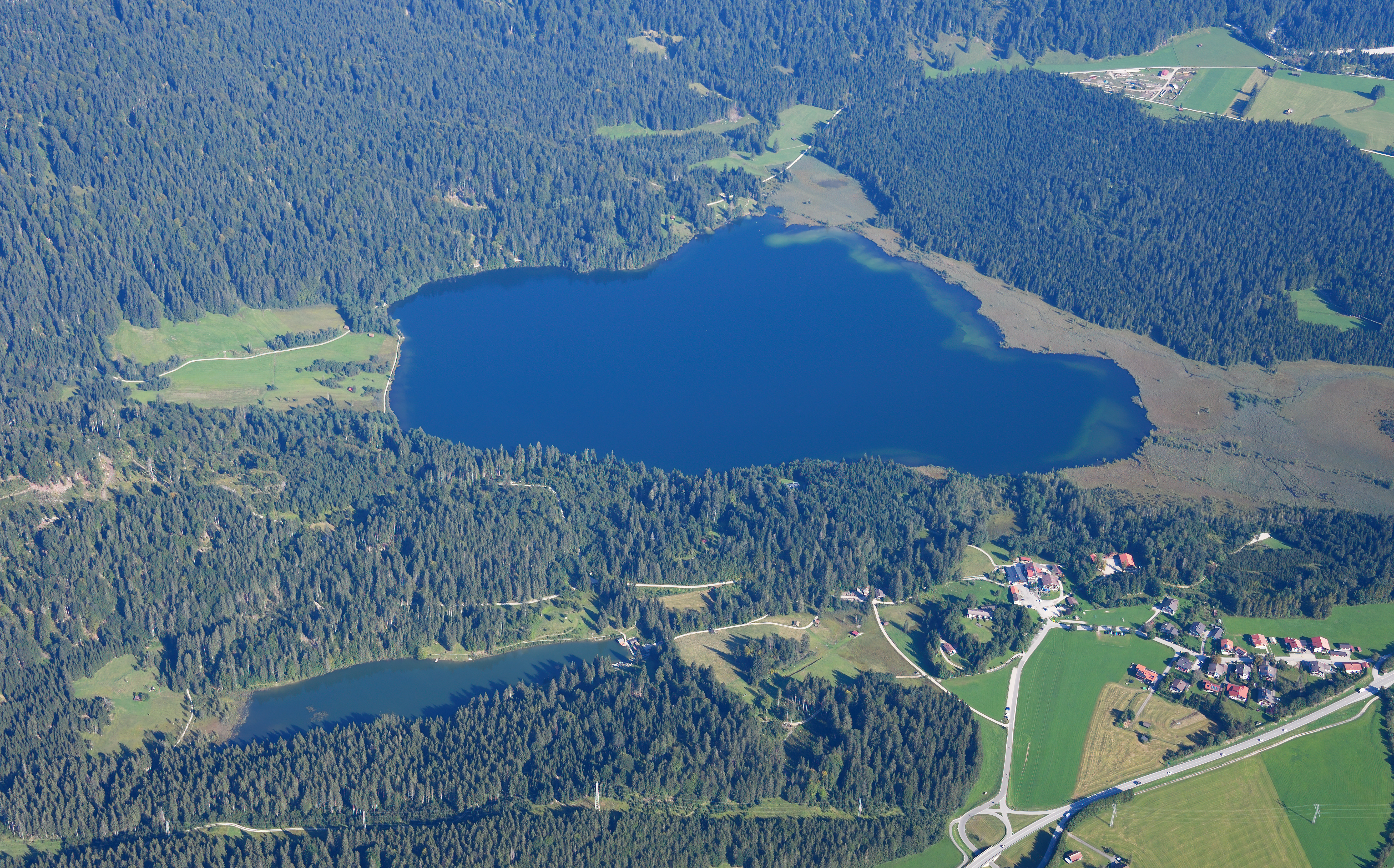

巴爾姆湖（德語：Barmsee），是德國的湖泊，位於該國東南部，由巴伐利亞負責管轄，處於上巴伐利亞行政區，長1.1公里、寬0.5公里，面積0.6平方公里，海拔高度885米，平均水深16米，最大水深31米，水體容量907萬立方米，湖岸線長度3.3公里。